# Lorena Nunes
Lorena Nunes (Rio de Janeiro, 25 de abril de 1986) é uma cantora e compositora brasileira. Nascida no Rio de Janeiro e de pais paraenses, a cantora cresceu em Fortaleza, Ceará, onde iniciou e tem desenvolvido sua carreira.

## Carreira
Lorena Nunes começou a aparecer na cena musical de Fortaleza com o coletivo de artistas Comparsas da Vivenda, composto de jovens músicos e compositores que tinham uma proposta irreverente e no qual ela se destacou por sua voz forte e com influências jazzísticas. Pouco tempo depois, abriu shows de Monique Kessous, Luiz Melodia e Lenine e montou o show solo Ai de mim.
A cantora já subiu em diversos palcos cearenses   e também dos estados da Paraíba e Rio Grande do Norte. Em abril de 2014, fez uma turnê em Cabo Verde com o apoio da Secult Ceará, Casa Fora do Eixo Nordeste e Ministério da Cultura de Cabo Verde. Em dezembro do mesmo ano, retornou ao país integrando a programação da IV Feira Mundial da Palavra, onde apresentou seu novo e primeiro álbum, Ouvi Dizer Que Lá Faz Sol, que conta com a produção musical de Beto Villares, juntamente com Yuri Kalil, e coprodução do multi-instrumentista e diretor musical do show Claudio Mendes, sucesso de crítica no Ceará e com repercussão nacional, ficando entre os pré-selecionados para a 27ª Edição do Prêmio da Música Brasileira (2016). Este álbum conta integralmente com composições de artistas cearenses, e traz influências do soul, do R&B, do reggae, do samba e do afrobeat, fazendo uma mistura Afropop Tropical.
No início de 2015, Lorena Nunes abriu também o show do cantor brasileiro João Bosco e, na programação do carnaval de Fortaleza 2015, para o rapper Criolo, ocasião em que gravou seu primeiro videoclipe, Alegria Amarela, com direção da cineasta Bárbara Cariry.  
Em 2016, a cantora lançou o single/videoclipe Minha Praia, uma homenagem ao Ceará e sua capital, Fortaleza.
Em janeiro de 2018, lançou o single “Bom dia, Saudade”, canção de sua autoria. Ainda em 2018, lançou seu segundo single, "Tenho um Verão", através do projeto do Porto Dragão (Ceará), e realizou turnê pela Europa, passando por Portugal, França, Itália e pelo festival belga Sfinks Mixed. A cantora também foi selecionada para apresentar um showcase dentro da programação da feira Música Mundo 2018, ocorrida de 4 a 9 de setembro em Belo Horizonte.
Desde 2017 Lorena Nunes integra o grupo Las Tropicanas, junto com as cantoras Di Ferreira e Pepita York (personagem feminino de Jeff Pereira), no qual interpreta um repertório latino, passando por lambadas, reggaetons, rumbas, entre outros ritmos e releituras de sucessos internacionais desse universo, além de trazer versões mais quentes e dançantes de músicas brasileiras.
Em 2020 lança seu terceiro álbum, La Mar, com Cláudio Mendes e Igor Caracas.

## Discografia
- 2014 — Ouvi dizer que lá faz sol
- 2018 — Bom Dia, Saudade (Single)
- 2018 — Tenho um Verão (Single)
- 2020 — Lorena Nunes ao Vivo com Banda Quente
- 2020 — Calma (Single)
- 2020 — La Mar

## Prêmios
- 2012 — 2º lugar no I Festival de Música da Assembleia Legislativa do Ceará com a canção "Ai de Mim", de Tom Drummond [21].
- 2019 — 2º lugar no Festival da Música de Fortaleza 2019 com a canção "Flor no mar", de Lorena Nunes e Tom Calvert [22].